# Coptidoideae
Coptidoideae es una subfamilia de plantas de flores perteneciente a la familia Ranunculaceae que tiene las siguientes tribus y géneros.

## Tribus y géneros
- Tribu: Coptideae
  - Géneros: Asteropyrum - Coptis - Xanthorhiza